# Uroskinnera flavida
Uroskinnera flavida är en grobladsväxtart som beskrevs av Lundell apud R. E. Schult.. Uroskinnera flavida ingår i släktet Uroskinnera och familjen grobladsväxter. Inga underarter finns listade i Catalogue of Life.